# Liste der Monuments historiques in Rupt-en-Woëvre
Die Liste der Monuments historiques in Rupt-en-Woëvre führt die Monuments historiques in der französischen Gemeinde Rupt-en-Woëvre auf.

## Liste der Objekte
| Bezeichnung               | Beschreibung                                                        | Standort                                     | Kennzeichnung | Schutzstatus | Datum | Bild |
| ------------------------- | ------------------------------------------------------------------- | -------------------------------------------- | ------------- | ------------ | ----- | ---- |
| Monstranz                 | Silber, vergoldet, zwischen 1809 und 1819, von Jean-François Mézard | in der Kirche Assomption-de-la-Vierge (Lage) | PM55002623    | Inscrit      | 2007  |      |
| Zwei Seitenaltäre         | jeweils Altartisch und Retabel; Kalkstein, 17. Jahrhundert          | in der Kirche Assomption-de-la-Vierge (Lage) | PM55002624    | Inscrit      | 2007  |      |
| Gemälde Mariä Himmelfahrt | Ölfarbe auf Leinwand, Holzrahmen, 18. Jahrhundert                   | in der Kirche Assomption-de-la-Vierge (Lage) | PM55002275    | Inscrit      | 2004  |      |
| 32 Kirchenbänke           | Eichenholz, 18. Jahrhundert                                         | in der Kirche Assomption-de-la-Vierge (Lage) | PM55002625    | Inscrit      | 2007  |      |
| Geschütz                  | Canon de 155 mm L modèle 1877, zwischen 1877 und 1914 gebaut        | vor der Mairie (Lage)                        | 55001066      | Classé       | 1993  |      |